# Günther Jahn (Maler)

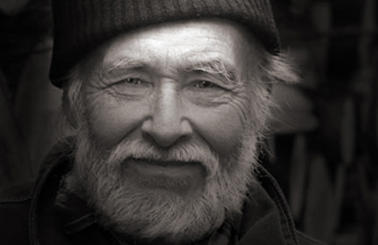
Günther Jahn

Günther Jahn (* 16. Oktober 1933 in Sondershausen; † 13. Februar 2011 in Jena) war ein deutscher Maler und Grafiker.

## Leben
Jahn wurde als Sohn eines Drogisten geboren. Nach dem Schulbesuch in Sondershausen begann er 1950 eine Lehre als Maurer. 1952 begann er ein Architekturstudium an der Baufachschule Görlitz, musste es jedoch aus familiären Gründen frühzeitig abbrechen. 1953 nahm er eine dreijährige Lehre als Drogist in Erfurt auf und arbeitete daraufhin sechs Jahre hauptberuflich in der väterlichen Drogerie. In den folgenden Jahren beschäftigte er sich intensiv in der Freizeit mit Malerei, inspiriert von Alexander von Szpinger, einem Landschaftsmaler aus Weimar. So bewarb er sich 1963 an der Hochschule für bildende und angewandte Kunst Berlin-Weißensee, die ihn jedoch überraschend als ausgebildet einstufte und ihn an den Verband Bildender Künstler weiterempfahl. Jahn war dann von 1964 bis 1990 Mitglied des Verbands mit staatlicher Anerkennung als Grafiker und Maler. Zwischen 1967 und 1980 arbeitete er als Kunsterzieher in Ebeleben und an den Gymnasien Sondershausen und Greußen. Danach wirkte er als freiberuflicher Maler und Grafiker. 2008 wurde ihm vom Stadtrat die Ehrengabe der Stadt Sondershausen überreicht.
Ein Teil seines umfangreichen Werkes befindet sich in der Günther-Jahn-Stiftung und wird verwahrt und betreut durch das Thüringische Landesmuseum Heidecksburg.

## Museen und öffentliche Sammlungen mit Werken Jahns (unvollständig)
- Altenburg/Thür.: Lindenau-Museum
- Erfurt: Angermuseum
- Sondershausen: Graphiksammlung des Schlossmuseum Sondershausen

## Ausstellungen
- 1972/73 VII. Kunstausstellung der DDR, Dresden
- 1975 und 1979 Bezirkskunstausstellungen Erfurt
- 1978 Intermezzo ’78: Malerei und Grafik, Kunsthalle am Theaterplatz, Weimar
- 1986 Günther Jahn – Malerei und Grafik, Staatliche Museen, Sondershausen
- 1993 Gastkünstler der Jahresausstellung der Weltenburger Akademie, Kelheim
- 2007 Günther Jahn Malerei, Zeichnungen, Druckgrafik, Kunsthaus Apolda Avantgarde[4]
- 2007 Leibhaftiges aus Thüringen, Vertretung des Freistaates Thüringen beim Bund, Berlin[5]
- 2007 Sommerklang 2007, Kulturscheune in Oberbösa[6]
- 2008 Günther Jahn: Form und Farbe, Schlossmuseum Sondershausen/Marstall[7]
- 2008 Bildern, Pastellen, Holzschnitte, Altes Rathaus, Potsdam[8]